# Байу (етанопровід)
Байу (етанопровід) — трубопровід, призначений для постачання етану з техаського центру фракціонування в Монт-Бельв'ю на схід в Луїзіану.
Внаслідок «сланцевої революції» в регіоні Мексиканської затоки відбулось стрімке зростання видобутку природного газу, багатого на гомологічні наступники метану. Найближчий до останнього етан потребує мінімальний енергетичних витрат на перетворення у найпоширеніший продукт органічної хімії — етилен, що призвело до зростання його споживання на установках парового крекінгу. При цьому спершу зріджені вуглеводневі гази з родовищ сланцевої формації Перміан через цілий ряд трубопроводів надходять до Монт-Бельв'ю (два десятки кілометрів на схід від Х'юстона), де станом на середину 2015-го розташовувались потужності з фракціонування до 2 млн барелів ЗВГ на добу.
Для подачі етану розташованим далі на схід підприємствам, і зокрема своїй крекінг-установці у Гейсмарі (на лівобережжі Міссісіппі за кілька кілометрів південніше від Батон-Руж), компанія Williams Partners проклала трубопровід Байу (Bayou). Він має довжину 270 миль та виконаний у діаметрах від 300 до 150 мм. Введення етанопроводу в експлуатацію припало на грудень 2014-го, тобто практично одночасно з завершенням модернізації підприємства у Гейсмарі, яка збільшила його потужність в 1,5 рази. Від площадки у Гейсмар існують відгалуження далі на південь та південний схід до підземних сховищ у Наполеонвілі та Choctaw.
На своєму шляху етанопровід проходить через техаський «Золотий трикутник» (Бомонт/Порт-Артур/Орандж) та район Лейк-Чарльз в Луїзіані, де станом на 2018 рік ведеться спорудження цілого ряду нових установок піролізу (проекти компаній Total/Novealis, південнокорейської Lotte, південноафриканської Sasol).
Також можна відзначити, що з кінця 2015-го практично по тому ж маршруту прокладений виконаний у більших діаметрах етанопровід Іджіс.